# Campionati del mondo di ciclismo su strada 2008 - Gara in linea maschile Elite
La gara in linea Uomini Elite dei Campionati del mondo di ciclismo su strada 2008 fu corsa il 28 settembre a Varese, in Italia, per un percorso totale di 260,25 km. Fu vinta dall'italiano Alessandro Ballan, che terminò la gara in 6h37'30".

## Percorso
Questa gara consisteva in 15 giri del circuito cittadino di 17,35 km, per una distanza totale di 260,25 km. Partenza ed arrivo al Cycling Stadium di viale Ippodromo. Il percorso prevedeva un dislivello totale di 3405 m, grazie alle due salite che si alternavano lungo il circuito: l'ascesa di via Montello, 1150 m con pendenza media del 6,5% ed una discesa tecnica, a poche centinaia di metri dalla partenza di ogni giro, e la salita dei Ronchi, 3130 m con una pendenza media del 4,5%, che terminava a soli 3 km dal traguardo.

## Squadre e corridori partecipanti
| N.      | Cod. | Squadra         |
| ------- | ---- | --------------- |
| 1-9     | ITA  | Italia          |
| 10-18   | ESP  | Spagna          |
| 19-27   | GER  | Germania        |
| 28-36   | AUS  | Australia       |
| 37-45   | BEL  | Belgio          |
| 46-54   | FRA  | Francia         |
| 55-57   | CZE  | Repubblica Ceca |
| 58-66   | LUX  | Lussemburgo     |
| 67-75   | NED  | Paesi Bassi     |
| 76-84   | RUS  | Russia          |
| 85-87   | SWE  | Svezia          |
| 88-93   | USA  | Stati Uniti     |
| 94-102  | SUI  | Svizzera        |
| 103-108 | SLO  | Slovenia        |
| 109-111 | COL  | Colombia        |
| 112-117 | POL  | Polonia         |
| 118-123 | RSA  | Sud Africa      |
| 124-129 | GBR  | Gran Bretagna   |
| 130-132 | JPN  | Giappone        |
| 133-138 | UKR  | Ukraina         |
| 139-144 | POR  | Portogallo      |
| 145-150 | DEN  | Danimarca       |
| 151-156 | VEN  | Venezuela       |

| N.      | Cod. | Squadra       |
| ------- | ---- | ------------- |
| 157-158 | ARG  | Argentina     |
| 159-160 | NZL  | Nuova Zelanda |
| 161-163 | CAN  | Canada        |
| 164-166 | AUT  | Austria       |
| 167-168 | BUL  | Bulgaria      |
| 169-171 | CRO  | Croazia       |
| 172-174 | EST  | Estonia       |
| 175     | MEX  | Messico       |
| 176-178 | IRL  | Irlanda       |
| 179-181 | LAT  | Lettonia      |
| 182-184 | HUN  | Ungheria      |
| 185-187 | SRB  | Serbia        |
| 188-190 | SVK  | Slovacchia    |
| 191-193 | UZB  | Uzbekistan    |
| 194     | BLR  | Bielorussia   |
| 195-197 | KAZ  | Kazakhistan   |
| 198     | LTU  | Lituania      |
| 199     | CRC  | Costa Rica    |
| 200     | MAR  | Marocco       |
| 201-203 | NOR  | Norvegia      |
| 204     | URU  | Uruguay       |
| 205-206 | FIN  | Finlandia     |

## Resoconto degli eventi

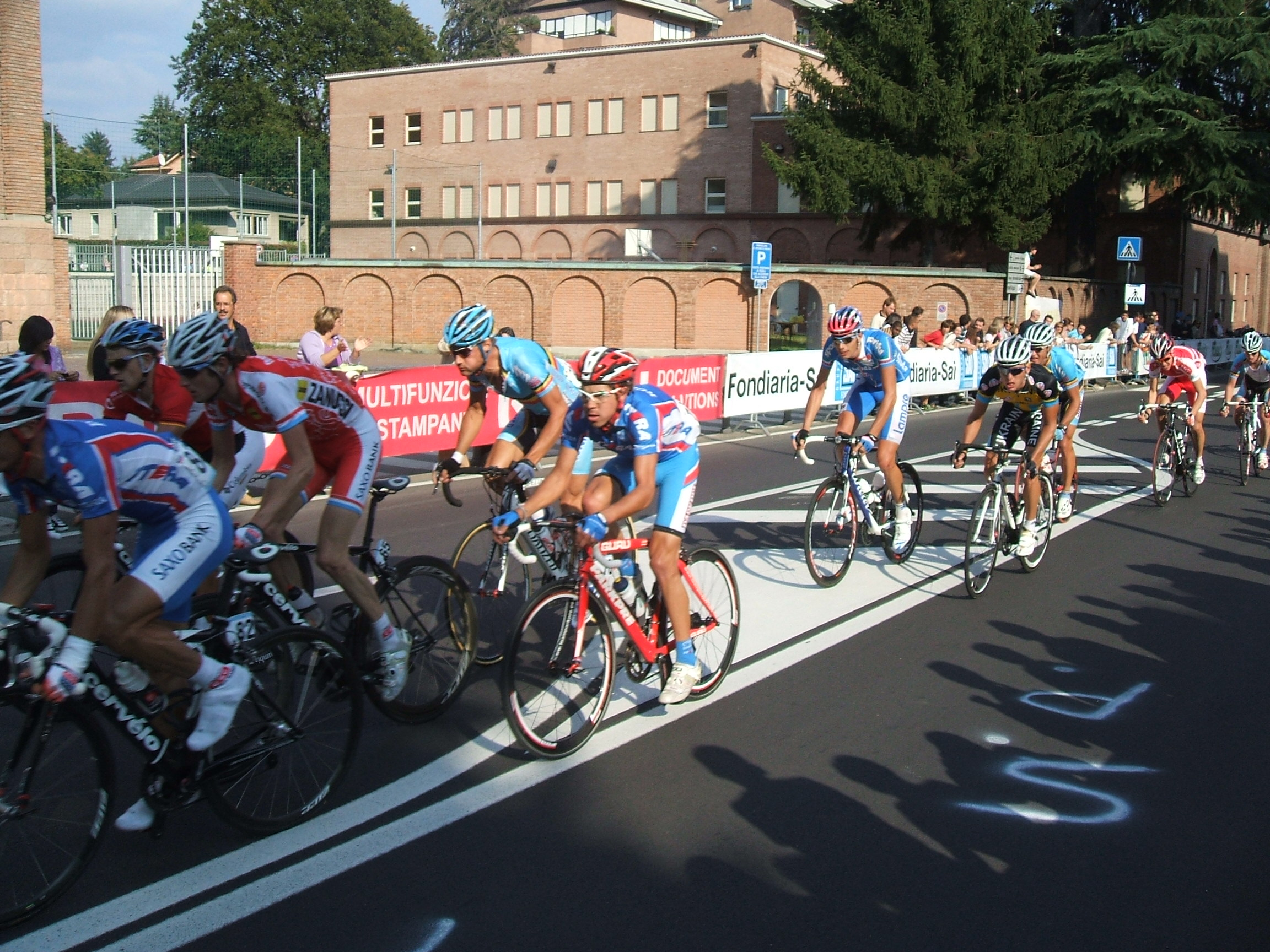
Alessandro Ballan nel gruppo lungo via Crispi

Il gruppo partì alle 10:30 dal Cycling Stadium e la gara vide nascere già al secondo giro una fuga di tre uomini, l'ucraino Čužda, il venezuelano Ochoa ed il lussemburghese Poos, che raggiunsero un vantaggio di 17 minuti dal gruppo, in cui solo l'Italia con Bruseghin, Bosisio, Paolini, Tonti e Tosatto, fu chiamata a lavorare per ricucire lo svantaggio. Al dodicesimo giro il vantaggio dei fuggitivi era già sceso a 1'28" ed uno scatto di Cunego creò un gruppetto di dieci uomini, Bettini, Ballan e lo stesso Cunego per l'Italia, Garate, Rodriguez e Valverde per la Spagna, il belga Kevin De Weert, il russo Aleksandr Kolobnev, il croato Miholjevic ed il tedesco Fabian Wegmann, che si portarono in testa e costrinsero gli spagnoli, guidati da Óscar Freire, ed i belgi di Tom Boonen a lavorare per chiudere. Fu l'ultimo passaggio sulla salita dei Ronchi a decidere la gara: mentre Bettini rimase nel gruppo tenendo Freire, Valverde e Boonen a ruota, gli attacchi di Ballan, Cunego e Rebellin staccarono un gruppetto di pochi corridori. Si ripeterono gli scatti degli italiani ed a 3 km dal traguardo scattò Ballan che fece subito il vuoto dagli inseguitori e, protetto da Cunego e Rebellin a rompere i cambi nel gruppetto, giunse al traguardo con 3" di vantaggio conquistando la maglia iridata, con Cunego che batté in volata il danese Matti Breschel e conquistò la medaglia d'argento.

## Ordine d'arrivo (Top 10)
| Pos. | Corridore             | Squadra     | Tempo    |
| ---- | --------------------- | ----------- | -------- |
| 1    | Alessandro Ballan     | Italia      | 6h37'30" |
| 2    | Damiano Cunego        | Italia      | a 3"     |
| 3    | Matti Breschel        | Danimarca   | s.t.     |
| 4    | Davide Rebellin       | Italia      | s.t.     |
| 5    | Andrij Hrivko         | Ukraina     | s.t.     |
| 6    | Joaquim Rodríguez     | Spagna      | s.t.     |
| 7    | Fabian Wegmann        | Germania    | s.t.     |
| 8    | Christian Pfannberger | Austria     | s.t.     |
| 9    | Nick Nuyens           | Belgio      | s.t.     |
| 10   | Robert Gesink         | Paesi Bassi | s.t.     |